# 3291 Dunlap
3291 Dunlap је астероид главног астероидног појаса са средњом удаљеношћу од Сунца која износи 3,148 астрономских јединица (АЈ).
Апсолутна магнитуда астероида је 12,9.